# Amphipholis laevidisca
Amphipholis laevidisca är en ormstjärneart som beskrevs av Hubert Lyman Clark 1909. Amphipholis laevidisca ingår i släktet Amphipholis och familjen trådormstjärnor. Inga underarter finns listade i Catalogue of Life.